# Stenus proditor
Stenus proditor är en skalbaggsart som beskrevs av Wilhelm Ferdinand Erichson 1839. Stenus proditor ingår i släktet Stenus, och familjen kortvingar. Arten är reproducerande i Sverige.